# Aecidium mori
Aecidium mori är en svampart som först beskrevs av Barclay, och fick sitt nu gällande namn av Syd. & E.J. Butler 1907. Aecidium mori ingår i släktet Aecidium, ordningen Pucciniales, klassen Pucciniomycetes, divisionen basidiesvampar och riket svampar.   Inga underarter finns listade i Catalogue of Life.